# لیموهای دریایی
لیموهای دریایی (نام علمی: Dorididae) نام یک تیره از لیسه دریایی است.